# Скакач (роман)
Скакач (енгл. Jumper) је научно фантастички роман Стивена Гулда. Иако је написана 1992, Стивен је своју први роман издао 1993. Реиздање Скакача, објављено је 2008. непосред после истоимене филмске адаптације. Радња романа прати причу Дејвида, младог дечака који открива своје телепортске моћи. У жељи да побегне од насиља и пронађе мајку улази у низ криминалних активности.
Скакч је за великобританско подручје издат од стране Тор букса, док је у Србији објављена од стране Чаробне књиге.

## Синопис
Једне ноћи, Дејвид успева да се телепортује. Тај свој невероватни таленат он открива када отац насилник покуша да га по ко зна који пут пребије. Дејви се тада инстинктивно телепортује у најбезбедније место за које зна; у малу градску библиотеку. Затим се, баш као што је то учинила његова мајка пре много година, заклиње да се никада више неће вратити кући, и након тога одлази у Њујорк. Он сада мора научити да контролише своје моћи у знатно сложенијем и насилнијем окружењу него што је оно у којем је одрастао. Али, Дејви се не задовољава пуким преживљавањем. Он жели да пронађе друге који су попут њега, друге скакаче.